# Unité urbaine de la Teste-de-Buch-Arcachon
L'unité urbaine de la Teste-de-Buch-Arcachon est une unité urbaine française centrée sur les communes de Gujan-Mestras et La Teste-de-Buch et composée de deux autres communes, Le Teich et Arcachon, une des sous-préfectures du département de la Gironde. C'est la deuxième agglomération urbaine du département.

## Données générales
En 2010, selon l'Insee, l'unité urbaine de la Teste-de-Buch-Arcachon est composée de quatre communes, toutes situées dans l'arrondissement d'Arcachon, subdivision administrative du département de la Gironde.
Dans le nouveau zonage de 2020, le périmètre est inchangé.
Avec 69 892 habitants en 2022, elle constitue la deuxième unité urbaine de la Gironde, loin derrière celle de Bordeaux (préfecture du département et 1er rang départemental), mais elle devance celle de Libourne qui se classe au 3e rang départemental.
Dans la région Nouvelle-Aquitaine, elle occupe le onzième rang en 2022 après l'unité urbaine de Niort (10e rang régional) et avant l'unité urbaine de Périgueux (12e rang régional).
En 2022, sa densité de population s'élève à 213 hab/km2. Par sa superficie, elle représente 3,29 % du territoire départemental et, par sa population, elle regroupe 4,17 % de la population du département de la Gironde.
Elle coïncide avec la COBAS, l'intercommunalité composée des quatre communes de l'unité urbaine d'Arcachon.

## Composition 2020 de l'unité urbaine
Elle est composée des quatre communes suivantes :
| Nom              | Code Insee | Département | Statut       | Superficie (km2) | Population (dernière pop. légale) | Densité (hab./km2) | Modifier                                    |
| ---------------- | ---------- | ----------- | ------------ | ---------------- | --------------------------------- | ------------------ | ------------------------------------------- |
| Gujan-Mestras    | 33199      | Gironde     | ville-centre | 53,99            | 22 643 (2022)                     | 419                | modifier les données · modifier les données |
| La Teste-de-Buch | 33529      | Gironde     | ville-centre | 180,20           | 27 141 (2022)                     | 151                | modifier les données · modifier les données |
| Arcachon         | 33009      | Gironde     | banlieue     | 7,56             | 10 895 (2022)                     | 1 441              | modifier les données · modifier les données |
| Le Teich         | 33527      | Gironde     | banlieue     | 87,08            | 9 213 (2022)                      | 106                | modifier les données · modifier les données |

## Évolution démographique
L'évolution démographique ci-dessous concerne l'unité urbaine dans le périmètre de 2020.
| 1968   | 1975   | 1982   | 1990   | 1999   | 2006   | 2011   | 2016   | 2022   |
| ------ | ------ | ------ | ------ | ------ | ------ | ------ | ------ | ------ |
| 38 417 | 39 512 | 42 877 | 47 141 | 54 204 | 60 143 | 61 938 | 65 952 | 69 892 |